# Laroussi Mizouri
Laroussi Mizouri (العروسي الميزوري), né le 6 mai 1950, est un homme politique tunisien.

## Biographie
Il occupe le poste de ministre des Affaires religieuses dans le gouvernement d'union nationale formé le 17 janvier 2011 puis dans celui de Béji Caïd Essebsi. Il succède à Kamel Omrane et se voit remplacé par Noureddine El Khademi.
Le 23 janvier 2015, il est proposé au même poste dans le gouvernement de Habib Essid, avant d'être finalement éliminé au profit d'Othman Battikh le 2 février.